# Kinder-Euthanasie
Kinder-Euthanasie ist eine bei Gerhardt Schmidt genannte verharmlosende Bezeichnung für die zwischen 1939 und 1945 organisierte Tötung geistig und körperlich behinderter Säuglinge und Kleinkinder. Der Kinder-Euthanasie als Teil der Krankenmorde in der Zeit des Nationalsozialismus fielen in über 30 „Kinderfachabteilungen“ mindestens 5000 Menschen zum Opfer.

## Vorgeschichte
Die sozialdarwinistisch geprägte Rassenideologie des Nationalsozialismus bekannte sich vorbehaltlos zur Maxime, dass sich sowohl auf Ebene der Individuen als auch der Völker und Staaten immer der Stärkere durchsetzen werde. Dieser habe damit ein naturgesetzliches Recht auf seiner Seite. Alle entgegenstehenden religiösen und humanitären Aspekte würden sich letztlich als widernatürlich erweisen. Nur jenes Volk könne sich auf Dauer in diesem stetigen „Kampf ums Überleben“ bewähren, das seine Besten fördere und notwendigerweise alle die eliminiere, die es schwächen. Außerdem könne sich nur ein möglichst rassereines Volk im „Kampf ums Dasein“ behaupten. Zur Erhaltung oder Verbesserung der nordisch-germanischen Rasse müssten daher die Gesetze der Eugenik beziehungsweise der (biologistisch ausgerichteten) Rassenhygiene streng beachtet werden; das heißt, die Förderung der „Erbgesunden“ und die Beseitigung der „Kranken“. Diese müssten im Sinne einer natürlichen Auslese „ausgemerzt“ werden. Die so verstandene Eugenik wurde schließlich die Grundlage der nationalsozialistischen Erbgesundheitspolitik und in den Rang einer Staatsdoktrin erhoben. Der Grundsatz der „Vernichtung lebensunwerten Lebens“ diente zur Begründung der Ermordung von Geistes- und Erbkranken sowie körperlich schwer Behinderten im Rahmen der Krankenmorde in der Zeit des Nationalsozialismus.
Hitler erklärte bereits 1929 auf dem Reichsparteitag in Nürnberg, dass die „Beseitigung von 700.000 bis 800.000 der Schwächsten von einer Million Neugeborenen jährlich eine Kräftesteigerung der Nation bedeute und keinesfalls eine Schwächung“. Er konnte sich dabei auf wissenschaftliche Kapazitäten berufen, die die darwinistische Selektionstheorie auf den Menschen übertrugen und über die Rassenhygiene die Utopie einer „Menschenzucht“ formulierten, wie beispielsweise Alfred Ploetz, der Begründer der deutschen Rassenhygiene. Dieser hatte 1895 gefordert, die menschliche Nachkommenschaft nicht „irgendeinem Zufall einer angeheiterten Stunde [zu] überlassen. […] Stellt es sich trotzdem heraus, daß das Neugeborene ein schwächliches und mißratenes Kind ist, so wird ihm vom Ärztekollegium, das über den Bürgerbrief der Gesellschaft entscheidet, ein sanfter Tod bereitet, sagen wir durch eine kleine Dosis Morphium […].“
1935 kündigte Hitler ebenfalls auf dem Nürnberger Reichsparteitag gegenüber dem Reichsärzteführer Gerhard Wagner an, dass er die „unheilbar Geisteskranken zu beseitigen“ suche und zwar spätestens im Falle eines künftigen Krieges.
Die Eliminierung sog. Ballastexistenzen wurde unter dem irreführenden Begriff „Euthanasie“ mit dem Beginn des Zweiten Weltkrieges in die Tat umgesetzt. Als äußerer Anlass und rechtfertigender Vorwand wurden die Bittschriften von Eltern an die Kanzlei des Führers (KdF) herangezogen, die um die Gewährung des „Gnadentodes“ für ihre behinderten Kinder baten.
Im Rahmen der sog. Aktion T4 wurden zudem hospitalisierte ältere Kinder, Jugendliche und Erwachsene mit körperlichen oder geistigen Behinderungen und psychischen Erkrankungen erfasst und in den im Deutschen Reich verteilten Tötungsanstalten mit Kohlenmonoxid vergast. Nach außen firmierten diese als Landes(-Heil- und) (Pflege)anstalten. Vorbereitung und Durchführung dieser Mordaktion übernahm ebenfalls die Kanzlei des Führers.

## Das „Kind K.“
Als unmittelbarer Anlass für den Beginn der organisierten Kinder-„Euthanasie“ gilt in der Literatur der sogenannte Fall „Kind K.“ Die früher gebräuchliche Bezeichnung „Fall Knauer“ erwies sich nach Erkenntnissen des Medizinhistorikers Udo Benzenhöfer aus dem Jahr 2006 als unzutreffend.
Bei diesem Fall handelte es sich um das Gesuch der Eltern eines schwer körperlich und geistig behinderten Säuglings zur Gewährung des „Gnadentodes“, das zu einem nicht verifizierbaren Zeitpunkt vor Mitte des Jahres 1939 bei der Kanzlei des Führers (KdF) einging. Diese Kanzlei war eine Einrichtung der NSDAP, die Hitler als Privatkanzlei unmittelbar unterstellt war und 1939 etwa 195 Mitarbeiter umfasste. Für „Gnadengesuche“ war das Hauptamt IIb unter der Leitung von Hans Hefelmann und seinem Stellvertreter Richard von Hegener zuständig. Leiter des Hauptamtes II und damit Vorgesetzter der Genannten war Oberdienstleiter Viktor Brack, einer der führenden Organisatoren der nationalsozialistischen „Euthanasie“.
Die Berichte über diese Tatsache stützen sich im Wesentlichen auf Beschuldigten-Aussagen in Nachkriegsprozessen, in denen immer wieder auf den Fall „Kind K.“ hingewiesen wird. Nach Aussagen des französischen Journalisten Philippe Aziz zu einem Interview, das dieser 1973 mit einer Familie „Kressler“ in Pomßen geführt haben soll, kam Benzenhöfer nach weiteren Recherchen zu dem Schluss, dass es sich bei dem „Kind K.“ um den am 20. Februar 1939 in Pomßen geborenen und am 25. Juli 1939 verstorbenen Gerhard Herbert Kretzschmar handele. Im Jahr 2007 erfuhr Benzenhöfer jedoch von der Schwester des verstorbenen Kindes, dass dieses gar nicht behindert war und eines natürlichen Todes gestorben sei. Benzenhöfer musste seine Einschätzung revidieren.
Die Identität des Kindes ist somit weiterhin offen. Neue Forschungen eröffnen die Möglichkeit, dass es sich um ein bereits im März 1938 im Kinderkrankenhaus Leipzig-Reudnitz verstorbenes Mädchen gehandelt haben kann. Dieses Kinderkrankenhaus war mit der Universitätskinderklinik Leipzig und ihrem Direktor Werner Catel direkt verbunden. Die bislang in der wissenschaftlichen Literatur übernommenen Nachkriegsaussagen von Angehörigen der Kanzlei des Führers (KdF) sind somit kritisch zu hinterfragen. Eine genaue Datierung der Ereignisse um den Fall des „Kindes K.“ ist (2008) auf der Grundlage der Aussagen nicht möglich. Es ist denkbar, dass der Zeitraum Anfang 1938 (für die Durchführung der genannten Tötung) bis Anfang/Mitte 1939 (für den Beginn der konkreten Planungsphase) realistisch ist. Sollte sich der Fall des „Kindes K.“ tatsächlich im März 1938 abgespielt haben, wofür einiges spricht, dann kann man den Fall allenfalls als einen Anstoß für Kinder-„Euthanasie“ bezeichnen, nicht aber als den konkreten Anlass.
Den Aussagen der Beteiligten zufolge ging dem Gesuch am 23. Mai 1939 ein Gespräch der Eltern des Kindes mit dem Direktor der Universitätskinderklinik Leipzig, Werner Catel, über die Lebenschancen ihres missgebildeten Kindes voraus. Nach Catels eigener Aussage hielt er die baldige Tötung des Kindes für den besten Ausweg für alle Beteiligten. Da eine aktive Sterbehilfe jedoch auch im Dritten Reich strafbar war, empfahl Catel den Eltern ein entsprechendes Gesuch an Hitler über die Kanzlei des Führers. Hefelmann äußerte sich in einer Aussage vor dem Untersuchungsrichter am 14. November 1960 zu diesem Gesuch wie folgt:

„Ich habe dieses Gesuch bearbeitet, da es in mein Ressort fiel. Da eine Entscheidung Hitlers erbeten wurde, habe ich es ohne Stellungnahme an den Leiter des Hauptamtes I der KdF, Albert Bormann, weitergeleitet. Da ein reiner Gnadenakt erbeten wurde, habe ich eine Beteiligung des Reichsinnenministers und des Reichsjustizministers nicht für erforderlich gehalten. Da meines Wissens vorher Hitler eine Entscheidung im Sinne solcher Gesuche noch nicht getroffen hatte, erschien es mir auch untunlich, andere Behörden zu beteiligen.“

Hefelmanns Stellvertreter, Richard von Hegener, ergänzte die Erinnerungen seines Chefs:

„Schon etwa ein halbes Jahr vor Ausbruch des Krieges liefen immer öfter Gesuche von unheilbaren Kranken oder besonders schwer verletzten Menschen ein, die um Erlösung von ihren für sie unerträglichen Leiden baten. Diese Gesuche waren besonders tragisch, da auf Grund der bestehenden Gesetze ein Arzt solchen Wünschen nicht Rechnung tragen durfte. Da die Dienststelle, wie uns immer wieder vorgehalten wurde, auf Befehl Hitlers gerade solche Fälle bearbeiten sollte, die gesetzmäßig nicht zu lösen waren, fühlten sich Dr. Hefelmann und auch ich für verpflichtet, nach einiger Zeit eine Anzahl solcher Gesuche dem Leibarzt Hitlers, damals Oberarzt Dr. Brandt, vorzulegen und eine Entscheidung Hitlers einzuholen, was mit solchen Gesuchen geschehen solle. Dr. Brandt teilte bald darauf mit, das nach seinem Vortrag Hitler entschieden habe, derartigen Gesuchen stattzugeben, sofern von dem behandelnden Arzt des Kranken als auch einer neu zu bildenden Ärztekommission die tatsächliche Unheilbarkeit des Leidens erwiesen sei.“

Brandt sagte im Nürnberger Ärzteprozess zum Fall des „Kindes K.“ folgendes aus:

„Ich selbst kenne ein Gesuch, das im Jahre 1939 dem Führer über seine Adjutantur zugeleitet worden ist. Es handelte sich darum, daß der Vater eines mißgebildeten Kindes sich an den Führer wandte und darum bat, daß diesem Kind oder diesem Wesen das Leben genommen würde. Hitler gab mir seinerzeit den Auftrag, mich dieser Sache anzunehmen und sofort nach Leipzig zu fahren – es hatte sich in Leipzig abgespielt – um dort an Ort und Stelle eine Bestätigung von dem zu finden, was angegeben war. Es handelte sich um ein Kind, das blind geboren war, idiotisch schien und dem außerdem ein Bein und ein Teil des Armes fehlte. […] Er [Hitler] hat mir den Auftrag gegeben, mit Ärzten, wo dieses Kind in Betreuung war, zu sprechen um festzustellen, ob die Angaben des Vaters richtig sind. Für den Fall, daß sie richtig sind, sollte ich in seinem Namen den Ärzten mitteilen, daß sie eine Euthanasie durchführen können. Dabei war es wichtig, daß dies den Eltern gegenüber in einer Form geschehe, daß diese selbst sich zu irgendeinem anderen Zeitpunkt durch diese Euthanasie nicht belastet fühlen könnten. Daß also diese Eltern nicht den Eindruck haben sollten, daß sie an sich den Tod des Kindes veranlaßt haben. Es wurde mir weiter aufgetragen zu sagen, daß, wenn diese Ärzte selbst durch diese Maßnahmen in irgendein juristisches Verfahren verwickelt würden, im Auftrage Hitlers dafür Sorge getragen würde, daß dies niedergeschlagen wird. Martin Bormann erhielt damals Auftrag, entsprechende Mitteilung an den damaligen Justizminister Gürtner wegen dieses Falles Leipzig zu geben. […] Die Ärzte standen auf dem Standpunkt, daß das am Lebenerhalten eines solches Kindes eigentlich nicht zu rechtfertigen ist. Es wurde darauf hingewiesen, daß es durchaus natürlich ist, daß in Entbindungsanstalten unter Umständen von den Ärzten selbst aus in einem solchen Fall eine Euthanasie gegeben würde, ohne daß man weiter darüber spricht, irgendein präziser Hinweis ist nicht gegeben worden.“

## Durchführung
Nach dem Fall „Kind K.“ wurde Hefelmann von Brandt der Auftrag erhielt, für die KdF ein „beratendes Gremium“ für die „Kindereuthanasie“ zusammenzustellen.
Hefelmann schilderte die weitere Entwicklung:

„Der Fall Knauer führte dazu, daß Hitler Brandt und Bouhler ermächtigte, in Fällen ähnlicher Art analog dem Kinde Knauer zu verfahren. Ob diese Ermächtigung schriftlich oder mündlich erteilt worden ist, kann ich nicht sagen. Brandt hat uns jedenfalls eine schriftliche Ermächtigung nicht gezeigt. Diese Ermächtigung muß erteilt worden sein, als Brandt Hitler über die Erledigung des Falles Knauer berichtete. Daß diese Ermächtigung in dieser Form erteilt worden war, hat mir Brandt persönlich gesagt. Hitler hatte gleichzeitig angeordnet, daß alle Gesuche dieser Art, die etwa an das Reichsinnenministerium oder an die Präsidialkanzlei gerichtet werden würden, in alleiniger Zuständigkeit der ‚KdF‘ zu bearbeiten wären. Im Verfolg dieser Anordnung wurde das Reichsinnenministerium und die Präsidialkanzlei darum gebeten, solche Gesuche, sofern sie dort eingehen würden, zur weiteren Bearbeitung der ‚KdF‘ zuzuleiten. Auf diese Art und Weise wurde der damalige Ministerialrat im Reichsinnenministerium, Dr. Linden, soviel ich weiß, zum ersten Mal mit diesen Maßnahmen befaßt. Die Sache wurde von vorneherein als Geheime Reichssache behandelt. Als mir kurz danach Professor Brandt den Auftrag erteilte, ein beratendes Gremium zusammenzustellen, mußte diese Zusammenstellung unter dem Gesichtspunkt, daß es sich um eine Geheime Reichssache handelte, erfolgen. Die Folge war, daß nur solche Ärzte usw. ausgewählt wurden, von denen bekannt war, daß sie ‚positiv‘ eingestellt waren. Ein weiterer Grund für die Auswahl nach diesem Gesichtspunkt war auch die Tatsache, daß Hitler befohlen hatte, daß seine Dienststelle, d. h. also die ‚KdF‘, nach außen hin als die diese Dinge bearbeitende Behörde nicht in Erscheinung treten durfte.“

Als Träger des „Kindereuthanasie“-Programms wurde deshalb der „Reichsausschuss zur wissenschaftlichen Erfassung von erb- und anlagebedingten schweren Leiden“ errichtet.

### Reichsausschuss zur wissenschaftlichen Erfassung von erb- und anlagebedingten schweren Leiden
Die Organisation der Kinder-Euthanasie wurde zunächst im engsten Kreis mit Hefelmann und von Hegener, dem Leiter des Hauptamtes II der KdF, Viktor Brack und dem Sachbearbeiter für Heil- und Pflegeanstalten in der Abteilung IV (Gesundheitswesen und Volkspflege) des Reichsministeriums des Innern, Herbert Linden, besprochen. Dem vorbereitenden Gremium gehörten neben den Genannten, Karl Brandt, der Augenarzt Hellmuth Unger, der Kinderarzt Ernst Wentzler, der Jugendpsychiater Hans Heinze und höchstwahrscheinlich auch Werner Catel an. Die anstehenden Fragen, die sich auch auf die Vorbereitung der nunmehr bevorstehenden Erwachsenen-„Euthanasie“ bezogen, wurden in einer kurzen, aber effektiven Planungsphase geklärt, sodass schon etwa drei Wochen nach dem ersten „Euthanasie“-Fall in Anlehnung an den Reichsausschuss zum Schutze des deutschen Blutes und der deutschen Ehre der „Reichsausschuß zur wissenschaftlichen Erfassung von erb- und anlagebedingten schweren Leiden“ mit ersten konkreten Maßnahmen zur Erfassung der potentiellen Opfer begann. Er koordinierte die Zusammenarbeit von Reichsministerien, Gesundheitsbehörden, Gesundheitsämtern und Kinderfachabteilungen mit dem Ziel, in einem umschriebenen Verfahrensablauf das Lebensrecht von Kindern zu bestimmen und entsprechende außerhalb der Anstalten lebende Kinder in den Kinderfachabteilungen zu beforschen und töten zu lassen.
Hinter dem Ausschuss standen in erster Linie Hefelmann und von Hegener vom Amt IIb der KdF, die auf Wunsch Hitlers nicht nach außen in Erscheinung treten sollte, sowie als einziger Vertreter einer staatlichen Behörde Linden vom Reichsinnenministeriums. Der sogenannte „Reichsausschuß“ war daher eine reine „Briefkastenfirma“ (Berlin W 9, Postschließfach 101). Der Schriftverkehr ging über dieses Schließfach an die in der Berliner Neuen Reichskanzlei befindliche KdF, Voßstraße 4.

### Erfassung und „Begutachtung“
Ein wesentliches Steuerungsinstrument der „Euthanasie“ an Kindern waren die Runderlasse des Reichsministeriums des Inneren (RmdI) und die damit verbundenen Meldebögen.
Der erste Runderlass vom 18. August 1939 Az.: IVb 3088/39 – 1079 Mi, der mit dem Vermerk „Streng vertraulich!“ versehen war, legte den Kreis der zu erfassenden Kinder und die Art und Weise ihrer Erfassung fest. Danach mussten Hebammen, die bei der Geburt eines Kindes Beistand geleistet hatten sowie Ärzte, denen Kinder in Ausübung ihrer Berufstätigkeit bekannt wurden, eine Meldung an das zuständige Gesundheitsamt erstatten, falls das Kind verdächtig war, „mit schweren angeborenen Leiden behaftet zu sein.“ Der Runderlass betraf neugeborene Kinder und solche, die das 3. Lebensjahr noch nicht vollendet hatten.  

#### Meldepflichtige Diagnosen
Meldepflichtig waren 

„neugeborene Kinder mit dem Verdacht auf folgende schwere angeborene Leiden:
1. Idiotie sowie Mongolismus (besonders Fälle, die mit Blindheit und Taubheit verbunden sind),
2. Mikrocephalie,
3. Hydrocephalus schweren bzw. fortschreitenden Grades,
4. Mißbildungen jeder Art, besonders Fehlen von Gliedmaßen, schwere Spaltbildungen des Kopfes und der Wirbelsäule usw.,
5. Lähmungen einschließlich Littlescher Erkrankung“

Als Anlage wurde das Muster eines Meldebogens übersandt, das die Gesundheitsämter nach Bedarf bei der höheren Verwaltungsbehörde anzufordern hatten. Dieser Meldebogen wurde jedoch mit Erlass vom 7. Juni 1940 wieder zurückgezogen und durch einen verbesserten ersetzt. Einzigartig war die Entschädigung von 2,-- RM je Anzeige, die den meldepflichtigen Hebammen „für ihre Mühewaltung“ zustand.
Die vorgeschriebenen Meldebogen vermittelten den Eindruck, mit der Erfassung werde das Ziel einer fürsorgenden besonderen fachärztlichen Betreuung verfolgt. 
Staatssekretär und Reichsgesundheitsführer Leonardo Conti wies auf die grundsätzliche Bedeutung der Angelegenheit für die Volksgemeinschaft hin. Er machte nochmals klar, dass durch die Asylierung kranker Kinder

„eine Vernachlässigung etwa in der Familie vorhandener gesunder Kinder verhindert wird […] Der Reichsausschuß zur wissenschaftlichen Erfassung von erb- und anlagebedingten schweren Leiden hat hervorragende Sachkenner auf dem in Fragen kommenden medizinischen Spezialgebiet in den Dienst seiner Aufgaben gestellt […] Dem Reichsausschuß stehen weiterhin Mittel zur Verfügung, um in bestimmten Fällen, in denen die Eltern zwar nicht hilfsbedürftig sind, aber die Anstaltskosten selbst nur schwer tragen können, helfend einzugreifen […]“

#### Begutachtung im schriftlichen Verfahren
Die Amtsärzte wurden angewiesen, die Meldepflicht der Hebammen zu überwachen und die Arbeit des Reichsausschusses in jeder Weise zu unterstützen, und wenn nötig den erforderlichen Druck auf die Eltern auszuüben. Sie leiteten die ausgefüllten Meldebogen an den „Reichsausschuß“ weiter, wo das dahinterstehende Amt IIb der KdF mit den beiden medizinischen Laien Hefelmann und von Hegener die Fälle aussortierten, die nach ihrer Auffassung für die „Euthanasie“ nicht in Betracht kamen. Von den etwa 100.000 bis 1945 eingegangenen Meldebogen wurden etwa 80.000 aussortiert. Zur fachlichen Beurteilung der restlichen 20.000 Meldebogen waren vom „Reichsausschuß“ drei Gutachter bestellt worden, die größtenteils bereits dem vorbereitenden Gremium angehört hatten, nämlich Werner Catel, Hans Heinze und Ernst Wentzler. Hefelmann sagte dazu später aus,

„daß Professor Heinze und Dr. Wentzler […] mit Begeisterung und Professor Catel aus Überzeugung die Euthanasie bejahten und sich deshalb ohne jeden Zwang als Gutachter zur Verfügung stellten.“

Diese erhielten im Umlaufverfahren die Meldebögen, so dass der dritte Gutachter wusste, wie seine beiden Vorgänger entschieden hatten. Das Urteil über Leben oder Tod der Kinder wurde allein anhand des Meldebogens getroffen, ohne dass die Gutachter Einsicht in die (nicht vorgelegten) Krankenakten nahmen oder die Kinder noch einmal persönlich untersucht hatten. Wurde ein Kind als „Euthanasie“-Fall beurteilt, trugen die Gutachter ein „+“ ein, falls nicht ein „-“. War aus der Sicht der Gutachter keine eindeutige Entscheidung möglich, wurde ein „B“ für „Beobachtung“ vermerkt. Entscheidendes Kriterium zur „positiven“ Begutachtung waren prognostizierte Arbeits- und Bildungsunfähigkeit. 

#### Überweisung an „Kinderfachabteilungen“
Das zuständige Gesundheitsamt erhielt vom „Reichsausschuß“ eine Benachrichtigung über dessen Entscheidung und Zuweisung. Der Amtsarzt hatte damit die Einweisung des Kindes in die Wege zu leiten und die Eltern zu benachrichtigen. Diese hingegen wurden über den eigentlichen Zweck der Wegnahme getäuscht, indem eine besondere Betreuung und Behandlung ihrer Kinder in spezialisierten Einrichtungen vorgespiegelt wurde. Von Zwangsmaßnahmen wurde zunächst abgesehen. Wenn sich Eltern beharrlich weigerten, der Einweisung ihres Kindes zuzustimmen, konnte ab September 1941 jedoch mit dem Entzug des Sorgerechtes gedroht werden.
95 % der begutachteten Kinder wurden zur Tötung freigegeben. Nur die restlichen 5 % sollten weiter beobachtet und untersucht werden. Diese Kinder wurden zwar von der „Euthanasie“ vorläufig zurückgestellt, der behandelnde Arzt musste nach genauerer Untersuchung gegenüber dem „Reichsausschuß“ jedoch einen entsprechenden Beobachtungsbericht abgeben.
Die erste Jugend-Psychiatrische Fachabteilung, „die unter fachwissenschaftlicher Leitung sämtliche therapeutischen Möglichkeiten, die auf Grund letzter wissenschaftlicher Erkenntnisse vorliegen“, wahrnahm, wurde bereits im Oktober 1939 in der Landesanstalt Görden eingerichtet. Leiter dieser Anstalt war der „Reichsausschuß“-Gutachter Hans Heinze. Hefelmann konnte sich in seiner Aussage am 17. Mai 1961 an „etwa 30 Kinderfachabteilungen“ erinnern. 
Nach dem derzeitigen Forschungsstand ist von etwa 37 „Kinderfachabteilungen“ auszugehen, die in bestehenden Heil- und Pflegeanstalten, Kinderkrankenhäusern und Universitätskinderkliniken eingerichtet wurden.

### Tötung der „Reichsausschusskinder“

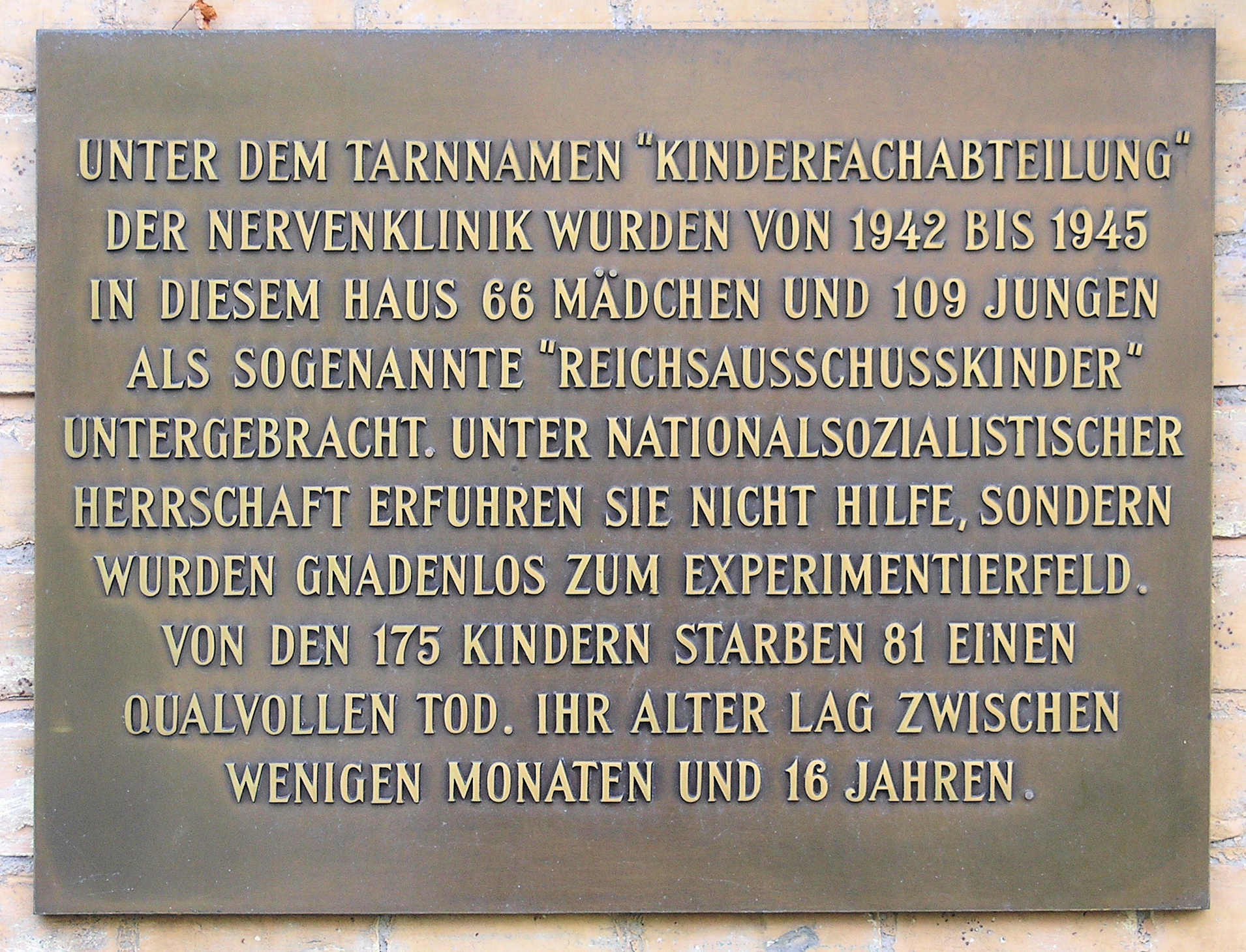
Gedenktafel für 175 in der Städtischen Nervenklinik für Kinder und Jugendliche Wiesengrund untergebrachte „Reichsausschusskinder“

#### Kinder als Objekte für medizinische Forschungen
Auch die schon mit einer „Behandlungs“-Ermächtigung des Reichsausschusses eingewiesenen Kinder wurden in der Regel nicht sofort getötet, sondern dienten teilweise noch für Monate der wissenschaftlichen Forschung. So fand zum Beispiel eine enge Zusammenarbeit zwischen dem Leiter der „Kinderfachabteilung“ in der Landesheilanstalt Eichberg, Walter Schmidt, und dem Direktor der Universitäts-Nervenklinik Heidelberg, Carl Schneider, statt. Diese Opfer wurden in Heidelberg eingehend klinisch beobachtet und dann nach Eichberg verlegt, wo sie getötet und die Gehirne entnommen wurden. Nachgewiesen ist die Untersuchung von 52 behinderten Kindern, von denen mindestens 21 in Eichberg getötet wurden. Die präparierten Gehirne erhielt Schneider dann für seine histopathologischen Untersuchungen.
Zu den Nutznießern der Kinder-„Euthanasie“ gehörte auch das Kaiser-Wilhelm-Institut (KWI) für Hirnforschung in Berlin-Buch (Nachfolger ist heute das Max-Planck-Institut für Hirnforschung in Frankfurt am Main). Der Abteilungsleiter für Hirnhistopathologie, Julius Hallervorden, sammelte im KWI über 600 Gehirne von „Euthanasie“-Opfern. In der Tötungsanstalt Bernburg sezierte er Leichen von Kindern, die aus der Landesanstalt Görden zur Tötung nach Bernburg gekommen waren. Der dortige Vergasungsarzt Heinrich Bunke war hierzu im KWI speziell für Gehirnsektionen ausgebildet worden.
Aber auch einem Teil der Kinderfachabteilungen waren Forschungsabteilungen angeschlossen, wo klinische Versuche, diagnostische Experimente und anatomische Forschungen betrieben wurden.
Selbst nach dem Krieg führte der ehemalige Leiter der Kinderfachabteilung „Am Spiegelgrund“ der Wiener Heil- und Pflegeanstalt „Am Steinhof“, Heinrich Gross, pathologisch-anatomische Untersuchungen an Gehirnpräparaten durch, die noch aus den Beständen der ehemaligen Kinderfachabteilung stammten. Mehrere wissenschaftliche Artikel in den 1950er und 1960er Jahren von Gross basierten auf diesem Material.

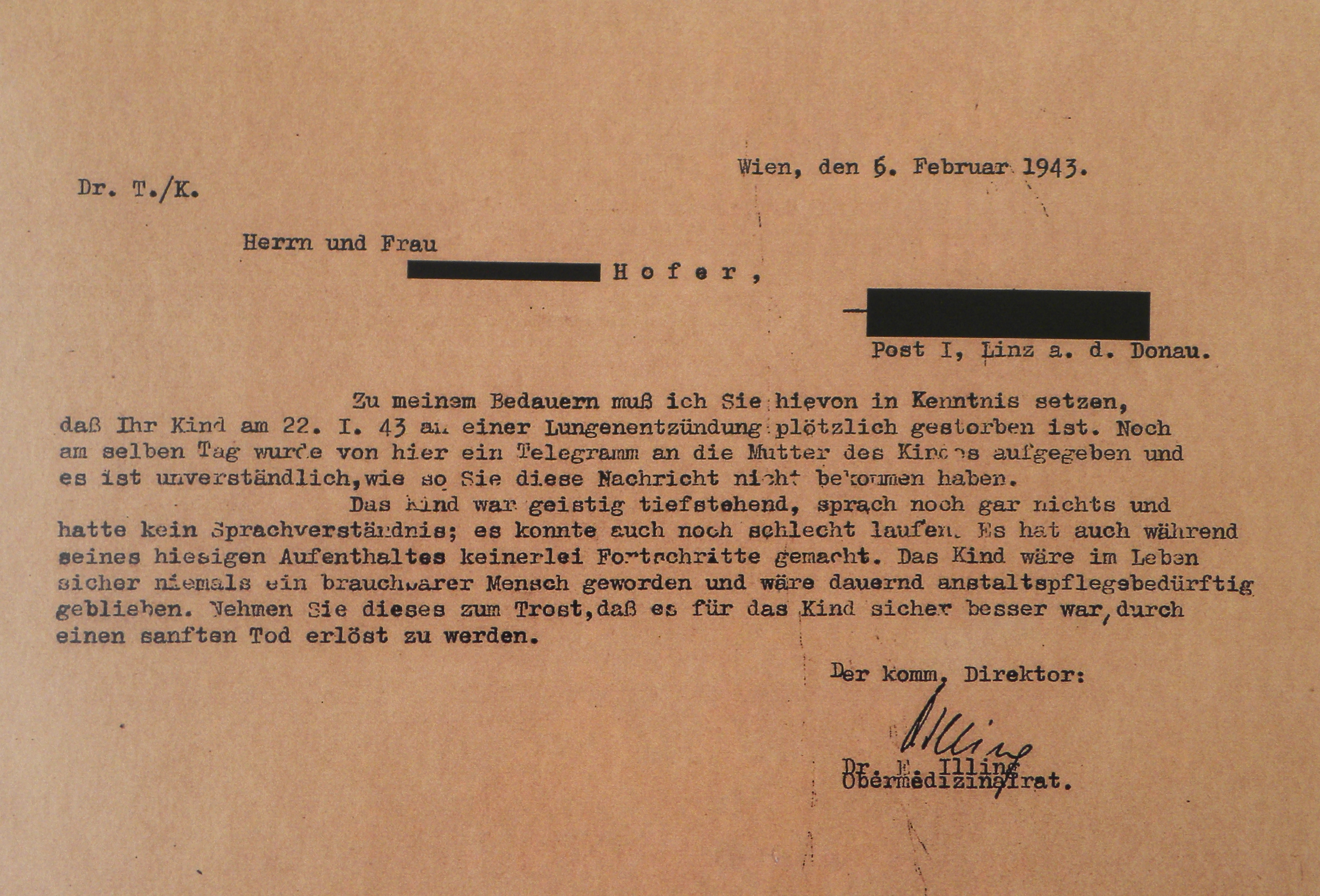
Von Ernst Illing verfasster Brief an die Eltern eines in der Kinderfachabteilung Am Spiegelgrund in Wien ermordeten Kindes

#### „Luminal-Schema“
Die Tötung der Kinder erfolgte durch zeitlich gestaffelte und überdosierte Barbituratgaben wie Luminal, Veronal, Trional oder Morphin, die unter das Essen der Patienten gemischt oder als angebliches „Anti-Typhus-Mittel“ gespritzt wurden. Diese führten zu Atemlähmungen, Kreislauf- und Nierenversagen oder Lungenentzündungen. So konnte immer eine scheinbar natürliche, unmittelbare Todesursache attestiert werden. Das Verfahren war als so genanntes „Luminalschema“ vom späteren medizinischen Leiter der „Aktion T4“, Hermann Paul Nitsche, Anfang 1940 entwickelt worden. In aller Regel verstarben die betroffenen Kinder infolge der kumulativen Wirkung der Medikamente an einer Lungenentzündung/Bronchopneumonie. Bei einzelnen Krankheitsbildern erfolgte der Tod jedoch auf Grund des Entzugs der Medikamente; so wurde zum Beispiel bei Epilepsie vorsätzlich ein Status epilepticus ausgelöst.

#### Zahl der Opfer
Allein die Opfer der Kinder-„Euthanasie“ werden auf mindestens 5.000 geschätzt. Da jedoch vor allem ältere Kinder und Jugendliche auch im Rahmen der Aktion T4 umgebracht wurden und in einigen Anstalten auch ohne Meldung an die T4-Zentrale durch Medikamente und systematische Unterernährung getötet wurden, dürfte sich die Zahl der Gesamtopfer zwischen 5.000 und 10.000 bewegen.
Es wird vermutet, dass die Kindereuthanasie nicht bloß für die Dauer des Krieges geplant war, sondern als langfristige Maßnahme eine stetige Vernichtung der „Unbrauchbaren“ stattfinden sollte.
Kinder mit Artikel in der Wikipedia:
- Ernst Lossa
- Hansi Thaler
- Alfred Wödl
- Friedrich Zawrel

## Darstellung im Film
In der 2. Staffel der Fernsehserie Charité rettet die junge Ärztin Anni Waldhausen ihre neugeborene Tochter Karin, die an einem Hydrocephalus leidet, vor der Deportation in eine Kinderfachabteilung.

## Prozesse nach der Zeit des Nationalsozialismus
Die wissenschaftliche Aufarbeitung der juristischen Verfahren gegen Beteiligte der „Euthanasie“ an Kindern, angeklagt wegen Mordes, Beihilfe zum Mord oder Totschlags, wurde 2002 untersucht, wobei keine Zahlen über Verurteilungen bzw. Freisprüchen vorliegen. Die Verteidigungsstrategien der Angeklagten glichen denen in den Verfahren wegen der Krankenmorde und anderer NS-Prozesse. 
Viktor Brack, Leiter des Hauptamtes II der KdF und Karl Brandt, Generalkommissar für das Sanitäts- und Gesundheitswesen und „Euthamsiebevollmächtigter“ wurden im Nürnberger Ärzteprozess zum Tode verurteilt und hingerichtet. Gegenstand der Anklage waren dort allerdings nicht speziell die Tötung von Kindern, sondern vor allem Menschenversuche in nationalsozialistischen Konzentrationslagern an erwachsenen Häftlingen, Zwangssterilisationen und Krankenmorde im Rahmen der Aktion T4. 
In den Euthanasie-Prozessen vor deutschen und österreichischen Gerichten wurden Morde an Kindern und Erwachsenen im Reichsgebiet, aber auch in den von der Wehrmacht besetzten Gebieten verhandelt, die Tötung in Kinderfachabteilungen insbesondere vor den Landgerichten in Düsseldorf, Magdeburg, Göttingen und Hamburg.
Nachstehend werden weitere Beteiligte der Kinder-„Euthanasie“ im Hinblick auf ihre Strafverfolgung tabellarisch aufgelistet. 
| Name                 | Funktion | Strafverfolgung |
| Philipp Bouhler      | Chef der KdF, von Hitler schriftlich mit der Durchführung des „Euthanasie“-Programms beauftragt                                              | Suizid am 10. Mai 1945 in Fischhausen bei Zell am See |
| Werner Blankenburg   | Leiter des Amtes IIa der KdF, Vertreter Bracks                                                                                               | nach dem Krieg mit Falschnamen in Stuttgart untergetaucht |
| Leonardo Conti       | Reichsgesundheitsführer | Suizid am 6. Oktober 1945 im Nürnberger Kriegsverbrechergefängnis |
| Herbert Linden       | Ministerialrat in der Abteilung IV des Reichsministeriums des Innern, Reichsbeauftragter für die Heil- und Pflegeanstalten, T4-Obergutachter | Suizid am 27. April 1945 in Berlin |
| Hans Hefelmann       | Leiter des Amtes IIb der KdF sowie des „Reichsausschusses zur wissenschaftlichen Erfassung von erb- und anlagebedingten schweren Leiden“     | im Heyde-Verfahren vor dem Landgericht Limburg mit angeklagt, Verfahren am 8. Oktober 1972 wegen „dauerhafter Verhandlungsunfähigkeit“ eingestellt                                                    |
| Richard von Hegener  | Vertreter Hefelmanns im Amt IIb der KdF | am 20. Februar 1952 vom Landgericht Magdeburg wegen Verbrechen gegen die Menschlichkeit zu einer lebenslänglichen Zuchthausstrafe verurteilt, nach vier Jahren entlassen                              |
| Werner Catel         | Direktor der Universitätskinderklinik Leipzig, „Reichsausschuß“-Gutachter                                                                    | als „unbelastet“ entnazifiziert, keine Strafverfolgung |
| Ernst Wentzler       | Direktor der privaten Kinderklinik in Berlin-Frohnau, „Reichsausschuß“-Gutachter                                                             | Nach Ermittlungsverfahren am 19. April 1949 durch das Landgericht Hamburg außer Verfolgung gesetzt, keine weitere Strafverfolgung                                                                     |
| Hans Heinze          | Direktor der Landesanstalt Görden, „Reichsausschuß“-Gutachter                                                                                | im März 1946 von einem sowjetischen Militärgericht zu sieben Jahren Haft verurteilt, im Oktober 1953 entlassen, Ermittlungsverfahren der Staatsanwaltschaft Hannover wegen Krankheit 1966 eingestellt |
| Carl Schneider       | Direktor der Psychiatrischen Universitätsklinik Heidelberg                                                                                   | Suizid am 11. Dezember 1946 während der U-Haft in Frankfurt am Main |
| Hermann Paul Nitsche | Direktor der Heil- und Pflegeanstalt Leipzig-Dösen, Obergutachter und medizinischer Leiter der „Aktion T4“                                   | mit Urteil des Landgerichts Dresden vom 7. Juli 1947 wegen Mordes zum Tode verurteilt und am 25. März 1948 in Dresden durch das Fallbeil hingerichtet                                                 |
| Hellmuth Unger       | Angehöriger des Gremiums zur Initiierung der Kinder-Euthanasie                                                                               | keine Strafverfolgung |
| Hilde Wernicke       | Psychiaterin in der Heil- und Pflegeanstalt Obrawalde                                                                                        | 1946 vom Landgericht Berlin zum Tode verurteilt, 1947 hingerichtet |
| Helene Wieczorek     | Oberschwester in der Heil- und Pflegeanstalt Obrawalde                                                                                       | 1946 vom Landgericht Berlin zum Tode verurteilt, 1947 hingerichtet |